# りゅうこつ座p星
りゅうこつ座p星は、りゅうこつ座の恒星で3等星。

## 特徴
この星はB型主系列星で、水素核融合の終わりに近づいており、その後は準巨星に進化し、最終的には超新星ではなく白色矮星になると推測されている。
伴星は検出されていない。